# Hemichela longiunguis
Hemichela longiunguis là một loài nhện biển trong họ Ammotheidae. Loài này thuộc chi Hemichela. Hemichela longiunguis được miêu tả khoa học năm 1982 bởi Staples.